# 死亡天使 (歌曲)
《死亡天使》（英語："Angel of Death"）是美国敲击金属乐队超级杀手合唱团1986年专辑唱片《血之王朝》的开场曲。这首歌的词曲均由乐队吉他手杰夫·汉尼曼创作，歌名指的是二战期间在奥斯威辛集中营从事人体试验的纳粹医师约瑟夫·门格勒。这样的主题令《死亡天使》成为极具争议性的作品，超级杀手合唱团从此一直受到支持纳粹和种族主义的指控。
虽然引起很大争议，还导致《血之王朝》延迟发行，但超级杀手合唱团所有的现场专辑和中却都收集了《死亡天使》，多部电影和电视节目中也采用了这首歌，还有多个乐队翻唱。歌曲得到乐评人的普遍好评，网站的史蒂夫·休伊（Steve Huey）讚其为“经典”。

## 内容和源起
超级杀手合唱团吉他手杰夫·汉尼曼（Jeff Hanneman）在随乐团巡演期间看过几本有关纳粹医师约瑟夫·门格勒的书，然后就创作了这首《死亡天使》：“我记得自己在什么地方停下来，买了两本有关门格勒的书。（当时）我想，‘这里面肯定会有些很病态的垃圾。’到了制作唱片的时候，这些东西还在我脑裡盘旋——《死亡天使》的歌词就是这么来的。”
歌词详细描述第二次世界大战期间，门格勒在奥斯威辛集中营对病人所做的人体试验。他的实验受众包括侏儒和双胞胎，既有生理试验，也有心理试验。《死亡天使》中提及的试验包括未经麻醉就进行手术、在双胞胎之间直接输血、孤立耐受、毒气、致命毒菌注射、变性手术、切除器官或四肢，还会用烧红的铁块灼瞎病人眼睛。
“缝起来，接上去。早晚你要把自己撕成碎片。”这是倒数第二段的一句歌词。据称门德勒会把其中一人身体存在严重变形的双胞胎缝合在一起：“把驼背和其他孩子背对背缝起来，手腕也缝在一起。”最先做出这一指控的是奥斯威辛集中营的幸存者维拉·亚历山大（Vera Alexander），他在1961年纳粹前高官阿道夫·艾希曼受审时坚称，门德勒会把病人的“静脉缝起来”，“把他们变成连体婴儿”。1985年，维拉·亚历山大出现在纪录片《搜捕门格勒》（The Search for Mengele）中，他的指控由此变得更加广为人知，包括门德勒研究专家杰拉尔德·波斯纳（Gerald Posner）在内的多位作家都曾在作品中援引这部纪录片。

## 争议
受《死亡天使》歌词内容的影响，超级杀手合唱团1986年的专辑唱片《血之王朝》被迫延期发布。乐队当时是和Def Jam唱片公司签约，但代理经销商哥伦比亚唱片认为唱片内容太过挑衅，歌词主题过于敏感，所以拒绝发布。哥伦比亚唱片始终没有让步，《血之王朝》最后是于1986年10月7日经格芬唱片公司发售。但是，该公司同样为避免争议而没有将唱片名称列入正式发布日程。
《死亡天使》激起大屠杀幸存者及其家人和广大公众的强烈反弹，超级杀手合唱团此后的职业生涯裡一直承受着支持纳粹和种族主义的骂名。许多人认为，汉尼曼对纳粹历史和收集纳粹奖章的兴趣是他同情纳粹的铁证，他最为珍视的收藏品就是一枚德国騎士鐵十字勳章。汉尼曼这样回应指控：
“我知道人们为什么会误解它——因为他们都没经脑子就得出结论。他们看到歌词时，就觉得里面有必要加上一些内容，表明那家伙是个坏人，但歌词里面并没有这样的表述，因为在我看来这还用说吗？我根本就不需要再来重复这一点。”
吉他手克里·金（Kerry King）表示：“哦我也知道那些什么‘超级杀手都是纳粹、法西斯、共产党’的有趣说法。当然了，我们在德国遇到的麻烦是最大的。感觉总是这样，你倒是念念歌词，看里面到底有什么地方大逆不道。你有看过纪录片吗？或是觉得超级杀手在他妈为二战传道？人们脑子里有了这样的看法——特别是欧洲——你就再也别想说服他们了。”
歌曲引来种族主义指控，乐队对此同样予以否认。乐团成员多次在采访时遇到有关这类指控的问题，他们也多次重申，只是对相关主题有兴趣，并不容忍种族主义。
超级杀手合唱团2006年的专辑唱片《基督幻觉》（Christ Illusion）中收录有一首名为“Jihad”的歌曲，有评论将这首歌与《死亡天使》相比较。〈Jihad〉的选材涉足九一一袭击事件，以恐怖份子的视角概述。歌手汤姆·阿拉亚（Tom Araya）本希望这首歌会激起类似《死亡天使》的反弹，但实际情况并非如此。阿拉亚认为，这一定程度上是因为人们觉得这首歌“不过是超级杀手的本色表现”。

## 曲式结构
《死亡天使》全长4分51秒，是全长29分钟的《血之王朝》中最长的曲目。同时，这也是专辑中结构最传统的曲目，有明显的主歌和副歌段落，专辑中其它大部分曲目都有意避免采用这样的常规结构。乐评人阿德里安·伯格兰德（Adrien Begrand）认为，汉尼曼和金演奏出复杂的即兴重复段，这些段落相当于专辑旋律的提示，阿拉亚在一旁迸发出刺耳的尖叫，鼓手戴夫·隆巴多（Dave Lombardo）的鼓点速度则达到210拍。
1992年，隆巴多离开超级杀手，乐队起初临时找来··斯卡格里昂（T.J Scaglione），之后再请保罗·波斯塔夫（Paul Bostaph）全职加入。乐队先让波斯塔夫演奏9首歌曲作为面试，只有演奏《死亡天使》时犯过错误。他无法从乐谱上理解歌曲开场时的“大型双贝司部分”，是在看过隆巴多的现场演奏录像后才明白这一段的表演手法。波斯塔夫也无法准确地说出歌曲在进入低音序列前到底回旋过多少次吉他即兴重复段，其他乐队成员告诉他是8次，回旋8次之后，歌曲就“圆满”了。

## 反响
《死亡天使》未能进入任何排行榜，但许多乐评人在评价《血之王朝》时都给予这首歌高度评价。《唱针》（Stylus）杂志的克莱·贾瓦斯（Clay Jarvas）声称，《死亡天使》“把火烧到如今任何以快速或重金属为卖点乐队的屁股上，真正从文字层面上概述出即将到来的恐怖，还从音乐上为唱片接下来的部分奠定基础：快速、剑走偏锋，而且不干不净。”
杂志的阿德里安·伯格兰德称，“没有任何一首歌可以像大师级的《死亡天使》这样让人精神为之一振，这是金属音乐史上最不朽的歌曲之一，吉他手克里·金和杰夫·汉尼曼奏出错综复杂的即兴重复段，鼓手戴夫·隆巴多奏响有史以来最强劲的鼓点之一，贝司手兼主唱汤姆·阿拉亚用尖叫和吼叫讲述纳粹战犯约瑟夫·门格勒的传说。”
面对歌曲引发的争议，超级杀手合唱团选择利用争议带来的宣传效果，在专辑《深渊季节》（Seasons in the Abyss）录制期间采用类似纳粹党的标志作用乐队商标。汉尼曼将亲卫队标志贴到吉他上，还以亲卫队组织第二把手莱因哈德·海德里希为主题写了首题为《-3》的歌曲。

## 对其它作品的影响
多部电影和电视节目中收录了《死亡天使》的片段。電影《小精灵续集》中精灵莫霍克变成蜘蛛时的背景音乐就是这首歌曲。电视剧《蠢蛋搞怪秀》的電影版《無厘取鬧：電影版》（Jackass: The Movie）的一场汽车特技镜头也采用了这首歌。取材伊拉克战争的2005年纪录片《战争原声带》（Soundtrack to War）把《死亡天使》的音乐和现代战场相结合。电视剧《守望尘世》（The Leftovers）第1季第6集中诺拉（Nora）要求一位女护卫向她射击时的背景音乐正是《死亡天使》。
人民公敌乐队在1988年的歌曲《她看第0台？！》（She Watch Channel Zero?!）中采用《死亡天使》的半场即兴重复段，电视剧《绝命毒师》中采用的歌曲《地狱崛起》（Raise Hell）中也使用了《死亡天使》的旋律。KMFDM乐队1990年的单曲《像神一样》（Godlike）中使用了《死亡天使》的即兴重复段，这首歌之后收录在多平台电子游戏中。为游戏选择歌曲的诺兰·纳尔逊（Nolan Nelson）坚持认为，《死亡天使》是“有史以来最出色的重金属歌曲之一。不知道超级杀手合唱团？那我真为你感到难过。”
旨在向超级杀手合唱团致敬的“死皮面具乐队”（Dead Skin Mask）发布了一张收录超级杀手8首歌曲的唱片，《死亡天使》便是其中之一。死亡金属乐队血屠夫（Debauchery）和都曾翻唱过这首歌，“大提琴金属”乐队金属启示录2006年的专辑唱片《超越/再造一个十年大提琴》（Amplified // A Decade of Reinventing the Cello）中同样收录了《死亡天使》。
部分成员原属病态圣徒乐队的（字面意为“退伍军士”）敲击金属乐队也曾翻唱《死亡天使》。阿根廷金属乐队同样发布过向超级杀手致敬的唱片，其中收录了16首翻唱歌曲，《死亡天使》便是其中之一。死核乐队也翻唱了这首歌曲，并作为附赠曲目收录在第3张专辑《地狱选我》（Hell Chose Me）的黑胶唱片和版本中。
奥兹音乐节发布的乐队唱片合集中收集有许多超级杀手合唱团的作品，其中也包括《死亡天使》。